# Hercules Graphics Card

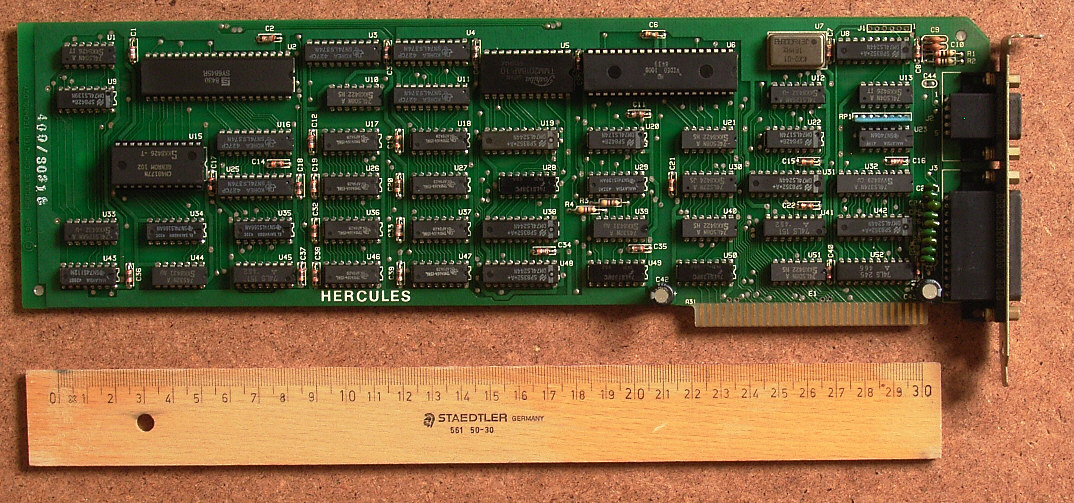
Oryginalna karta HGC z 1984 roku

Hercules Graphics Card (w skrócie HGC, potocznie zwana Hercules) – karta graficzna opracowana w 1982 roku przez firmę Hercules Computer Technology, Inc. Potrafiła ona wyświetlać tryb tekstowy zgodny z MDA i nowy tryb graficzny czarno-biały 720x348 pikseli. Hercules odniósł spory sukces z powodu swojej kompatybilności z MDA oraz wysokiej, jak na tamte czasy, rozdzielczości. Inną cechą którą pomogła HGC zdobyć popularność była obecność portu drukarki tak jak w kartach MDA.
Popularność tych kart spowodowała, że HGC stał się standardem de facto, chociaż IBM nigdy go nie zaakceptował. Z powodu jej popularności zaczęły powstawać programy emulujące kartę CGA na Herculesie (gry w tamtych czasach były pisane na konkretną kartę graficzną).

## Szczegóły techniczne
Mógł wyświetlić 25 linii po 80 znaków każda w trybie tekstowym, monochromatycznym. Znaki w trybie tekstowym miały wymiary 9 na 14 pikseli, z czego sam znak zajmował powierzchnię jedynie 7 na 11 pikseli, pozostała część była używana jako światło międzyliterowe. Dzięki temu tekst był o wiele bardziej czytelny niż w wypadku kart CGA, z którymi Hercules konkurował.
Teoretyczna całkowita rozdzielczość MDA to 720×350 piksele. Uzyskujemy ją poprzez pomnożenie: 80 znaków w wierszu po 9 pikseli i 25 wierszy po 14 pikseli wysokości. O ile w kartach MDA piksele nie były indywidualnie adresowane (tylko całe znaki), to w Herculasach było to możliwe. Tym niemniej Hercules oferował tryb 720×348. Było to podyktowane wymogami technicznymi, by wysokość była wielokrotnością liczby cztery. W tej rozdzielczości, każdy piksel był opisany jednym bitem (kolor albo jego brak).
Hercules udostępniał dwie strony adresowe, jedną pod adresem B0000h i drugą pod adresem B8000h. Druga strona mogła być wyłączona programowo. Dzięki temu nie istniał konflikt z kartami CGA, co pozwalało na użycie HGC jako dodatkowej karty graficznej.
Hercules był często wykorzystywany do pracy z aplikacjami CAD lub debugerami, a także jako druga karta graficzna do pracy na dwóch monitorach. Część oprogramowania wykrywała obecność dodatkowej karty Hercules i pozwalała wykorzystywać jej możliwości.

## Późniejsze konstrukcje
W późniejszym okresie Hercules wyprodukował następców karty HGC, ale nie przyjęły się one już tak powszechnie jak pierwsza konstrukcja.
- Hercules Color Card - wypuszczona w sierpniu 1984 roku karta zgodna z CGA.
- Hercules Graphics Card Plus - wydana w czerwcu 1986 roku. Była to karta HGC, w której można było samemu zdefiniować czcionki w trybie tekstowym.
- Hercules InColor Card - powstała w kwietniu 1987. Karta zgodna z EGA, która zachowała tryby pierwszego Herculesa.
- Hercules Color Card / NP - Wydana razem z Hercules InColor Card, ale bez portu drukarki.
- Hercules Text Card - Karta o możliwościach MDA, ale o połowę mniejsza. Wydana w tym samym czasie co Hercules InColor Card.

Do 1999 roku firma Hercules wyprodukowała karty:
- Hercules Chrome (zgodna ze standardem TIGA)
- Hercules Superstation 3D (zgodna z TIGA)
- Hercules Superstation XP (zgodna z TIGA)
- Hercules Graphite (IIT AGX-014)
- Hercules Graphite 64 (IIT AGX-014)
- Hercules Graphite HG210 (AGX-014)
- Hercules Graphite Power (AGX-016)
- Hercules Graphite Pro (AGX-015)
- Hercules Graphite Terminator 64
- Hercules Graphite Terminator 64/DRAM
- Hercules Graphite Terminator Pro
- Hercules Dynamite (Tseng Labs ET4000/W32)
- Hercules Dynamite Power (Tseng Labs ET4000/W32p)
- Hercules Dynamite Pro (Tseng Labs ET4000/W32i)
- Hercules Dynamite 128/Video (Tseng Labs ET6000)
- Hercules Dynamite 3D/GL (3DLabs Permedia 2)
- Hercules Dynamite TNT (NVIDIA RIVA TNT)
- Hercules Stingray (Avance Logic ALG-2301)
- Hercules Stingray 128/3D (Alliance AT3D + 3Dfx Voodoo Rush)
- Hercules Stingray 64 (ARK 1000PV)
- Hercules Stingray 64/V (ARK2000PV)
- Hercules Stingray Pro (ARK 1000PV)
- Hercules Stingray Pro/V (ARK 1000PV)
- Hercules Stingray/2
- Hercules Terminator 128 2X/i AGP (Intel 740)
- Hercules Terminator 3D (S3 ViRGE)
- Hercules Terminator 3D/DX (S3 ViRGE/DX)
- Hercules Terminator 32
- Hercules Terminator 64 (S3 Vision964)
- Hercules Terminator 64/3D (S3 ViRGE)
- Hercules Terminator 64/DRAM (S3 Trio64)
- Hercules Terminator 64/VRAM
- Hercules Terminator 64/Video (S3 Trio64V+)
- Hercules Terminator 128/3D GLH (S3 Trio3D)
- Hercules Terminator Pro 64 (S3 Vision968)
- Hercules Terminator Professional
- Hercules Terminator Beast
- Hercules Thriller 3D (Rendition Verite V2200)